# Acritus tenuis
Acritus tenuis är en skalbaggsart som beskrevs av Sylvain Auguste de Marseul 1856. Acritus tenuis ingår i släktet Acritus och familjen stumpbaggar. Inga underarter finns listade i Catalogue of Life.